# St. Adalbert zur Eiche
St. Adalbert zur Eiche war ein Konvent der Benediktiner bei Danzig im 13. und 14. Jahrhundert.

## Lage
Die Niederlassung befand sich an der Kirche St. Adalbert zur Eiche (lateinisch ecclesia S. Adalberti ad quercum) etwa 7 Kilometer südlich der mittelalterlichen Stadt Danzig an einer wichtigen Handelsstraße. Später entstand dort der Ort St. Albrecht, heute Święty Wojciech und ein Ortsteil von Danzig. Reste von Klausurgebäuden sind nicht bekannt, auch in der heutigen Kirche sind wahrscheinlich keine Überreste des damaligen Baus enthalten.

## Geschichte
Der Name verweist auf den heiligen Adalbert von Prag, der 997 nach Danzig gekommen war und in dessen Umgebung der einheimischen Bevölkerung gepredigt hatte. Es ist möglich, dass eine dieser Predigten hier stattfand, es gibt keine weiteren Orte in der Umgebung von Danzig, die mit seinem Namen verbunden worden waren.
Die Kirche St. Adalbert bei Danzig   gehörte seit spätestens etwa 1220 dem großpolnischen Kloster Mogilno. Seit wann dort ein Konvent (Priorat) bestand, ist unsicher. Von 1222 ist Mogylno vel Gdanzk  (Mogilno oder Danzig) als Bezeichnung  überliefert, als erster erhaltener Hinweis auf diese Niederlassung.
1236 bestätigte Fürst Swantopolk II. von Pommerellen dem Abt von Mogilno für die Kirche S. Adalberti ad quercum den Besitz von Gora, Pelasewo, Trubki und Kemnathi, des Hofs mit Schenke in Danzig, sowie der Kirche in Slona mit Zubehör, die seine Vorfahren dem Abt Paulinus übertragen hätten. 1281 wurde ein Prior erwähnt. 1315 wurde St. Adalbert als praepositura (Propstei, Priorat) von Mogilno bezeichnet.
Von 1333 ist die letzte Erwähnung erhalten.
Die weitere Entwicklung ist unsicher. 1359 wurde eine neue steinerne Kirche eingeweiht.
1541 tauschte der Abt des Klosters Mogilno Güter bei Danzig mit dem Bischof von Włocławek, möglicherweise war dieser Ort gemeint.
1711 gründete der Orden der Vinzentiner hier ein Kloster, das 1818 durch die preußischen Behörden wieder aufgelöst wurde. Seit 1945 gibt es dort Barmherzige Schwestern vom heiligen Vinzenz von Paul.